# Lidewij Welten
Lidewij Welten (Eindhoven, 16 luglio 1990) è una hockeista su prato olandese, di ruolo attaccante, vincitrice di tre ori olimpici (Pechino 2008, Londra 2012 e Tokyo 2020) e tre campionati mondiali (L'Aia 2014, Londra 2018 e Terrassa/Amstelveen 2022).

## Palmarès
- Giochi olimpici

Pechino 2008: oro.
Londra 2012: oro.
Rio de Janeiro 2016: argento.
Tokyo 2020: oro.
- Campionato mondiale

Rosario 2010: argento.
L'Aia 2014: oro.
Londra 2018: oro.
Terrassa/Amstelveen 2022: oro.
- Hockey Champions Trophy

Sydney 2009: bronzo.
Nottingham 2010: argento.
Amstelveen 2011: oro.
Rosario 2012: bronzo.
Mendoza 2014: bronzo.
- Campionato europeo

Amstelveen 2009: oro.
Gladbach 2011: oro.
Londra 2015: argento.
Amstelveen 2017: oro.
Anversa 2019: oro.